# Хуан Брабо
Хуан Антоніо Брабо (ісп. Juan Antonio Brabo; народився 5 травня 1987 у м. Сарагоса, Іспанія) — іспанський хокеїст, лівий нападник. Виступає за ХК «Пучсарда» в Іспанській Суперлізі. 
Виступав за ХК «Хака», ХК «Чурі Урдін».
У складі національної збірної Іспанії учасник чемпіонатів світу 2006 (дивізіон II), 2007 (дивізіон II), 2008 (дивізіон II), 2009 (дивізіон II), 2010 (дивізіон II) і 2011 (дивізіон I). У складі молодіжної збірної Іспанії учасник чемпіонатів світу 2004 (дивізіон II), 2005 (дивізіон II) і 2006 (дивізіон I). У складі юніорської збірної Іспанії учасник чемпіонатів світу 2004 (дивізіон II) і 2005 (дивізіон II).
Чемпіон Іспанії (2005). Володар Кубка Іспанії (2006).